# Leptomeria squarrulosa
Leptomeria squarrulosa är en tvåhjärtbladig växtart som beskrevs av Robert Brown. Leptomeria squarrulosa ingår i släktet Leptomeria och familjen Amphorogynaceae. Inga underarter finns listade i Catalogue of Life.